# Леменстер (Массачусетс)
Леменстер (англ. Leominster) — місто (англ. city) в США, в окрузі Вустер штату Массачусетс. Населення — 43782 осіб (2020).

## Географія
Леменстер розташований за координатами 42°31′15″ пн. ш. 71°46′15″ зх. д. / 42.52083° пн. ш. 71.77083° зх. д. (42.520838, -71.770876).  За даними Бюро перепису населення США в 2010 році місто мало площу 76,86 км², з яких 74,63 км² — суходіл та 2,23 км² — водойми.

## Демографія
Згідно з переписом 2010 року, у місті мешкало 40 759 осіб у 16 767 домогосподарствах у складі 10 559 родин. Густота населення становила 530 осіб/км².  Було 17873 помешкання (233/км²).
Расовий склад населення:
| - 83,8 % — білих - 5,1 % — чорних або афроамериканців - 2,8 % — азіатів - 0,2 % — корінних американців - 0,1 % — вихідців з тихоокеанських островів - 5,3 % — осіб інших рас |

До двох чи більше рас належало 2,8 %. Частка іспаномовних становила 14,5 % від усіх жителів.
За віковим діапазоном населення розподілялося таким чином: 22,8 % — особи молодші 18 років, 63,0 % — особи у віці 18—64 років, 14,2 % — особи у віці 65 років та старші. Медіана віку мешканця становила 40,0 року. На 100 осіб жіночої статі у місті припадало 94,2 чоловіків;  на 100 жінок у віці від 18 років та старших — 89,8 чоловіків також старших 18 років.
Середній дохід на одне домашнє господарство  становив 71 899 доларів США (медіана — 58 955), а середній дохід на одну сім'ю — 85 064 долари (медіана — 74 560). Медіана доходів становила 54 143 долари для чоловіків та 41 381 долар для жінок. За межею бідності перебувало 13,1 % осіб, у тому числі 16,9 % дітей у віці до 18 років та 9,0 % осіб у віці 65 років та старших.
Цивільне працевлаштоване населення становило 20 852 особи. Основні галузі зайнятості: освіта, охорона здоров'я та соціальна допомога — 23,9 %, виробництво — 15,2 %, роздрібна торгівля — 12,7 %.